# Liste der Officers des Order of Canada/Q
Diese Liste gibt einen Überblick aller Personen, die mit der Auszeichnung Officer of the Order of Canada ausgezeichnet wurden.

## Q
1. Gino Quilico
2. John Brian Patrick “Pat” Quinn (2012)
3. Thomas Quinn
4. Rémi Quirion